# Lubień (Kis-lengyelországi vajdaság)
Lubień [ˈlubjɛɲ] község Lengyelországban, a Kis-lengyelországi vajdaságban, a Myślenicei járásban; az ún. Gmina Lubień székhelye.

## Fekvése
A Krakkó-Zakopane útvonalon, az ún. Zakopianka mentén található, előbbi várostól délre, 37 km-re; a járási székhelytől, Myślenicétől szintén délre, 12 km-re.

## Története
A XVI. század második felében a Krakkói vajdaság Szczyrzyci járásához tartozott, 1975 és 1998 között az újszandeci (Nowy Sącz-i) vajdaság része volt.
1939. szeptember 3-án, a lengyel hadseregnek nyújtott segítség miatt a Wehrmacht katonái 10 embert megöltek. 1943 szeptemberében és 1944 augusztusában a németek tisztogatást végeztek a faluban, a két akció legalább 21 ember életét követelte.

## Nyelvi sajátosság
Lengyelországban több település is viseli a Lubień nevet. Ha ezt akarjuk mondani: Lubieńben - az e szócikkben tárgyalt falura: w Lubniu [ˈvlubɲu], míg az összes többinél: w Lubieniu [ˈvlubjɛɲu].

## Magyar vonatkozás
2012. május 27-én magyar motorkerékpárosok karavánja haladt déli irányban, szlovákiai szállásuk felé. Lubień határában egy lengyel állampolgár által vezetett brit személygépkocsi áttért a motorosok sávjába, s velük frontálisan ütközött.

A legelöl haladó motoros és vele utazó felesége a helyszínen életét vesztette; a második motoros a kórházban halt meg, vele utazó felesége súlyos sérüléseket szenvedett.
A baleset évfordulóján a helyszínen emléktáblát avattak az áldozatok emlékére.

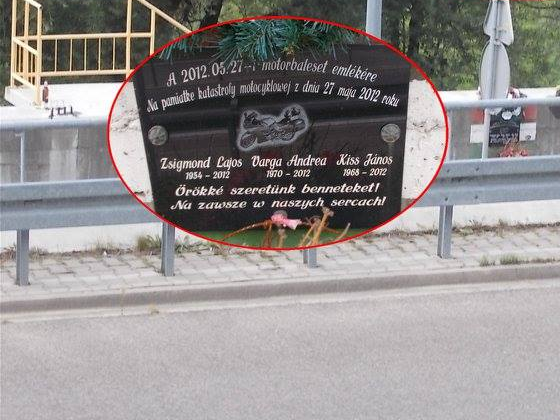
Az áldozatok emléktáblája

## Fordítás
- Ez a szócikk részben vagy egészben  a   Lubień, Lesser Poland Voivodeship című angol Wikipédia-szócikk fordításán alapul.  Az eredeti cikk szerkesztőit annak laptörténete sorolja fel. Ez a jelzés csupán a megfogalmazás eredetét és a szerzői jogokat jelzi, nem szolgál a cikkben szereplő információk forrásmegjelöléseként.

- Ez a szócikk részben vagy egészben  a   Lubień (województwo małopolskie) című lengyel Wikipédia-szócikk fordításán alapul.  Az eredeti cikk szerkesztőit annak laptörténete sorolja fel. Ez a jelzés csupán a megfogalmazás eredetét és a szerzői jogokat jelzi, nem szolgál a cikkben szereplő információk forrásmegjelöléseként.